# Pipstäkra
Pipstäkra (Oenanthe fistulosa) är en växtart i familjen flockblommiga växter. 

## Beskrivning
Pipstäkra är en kal, flerårig ört som kan bli upp till åtta decimeter hög. Stjälken är blågrön, sparsamt grenig, nästan bladlös och pipformigt uppsvälld, liksom även grenar och bladskaft. Bladen är få, enkelt parflikiga med smala flikar, samt bladskaft som är längre än bladskivan. Undervattensbladen är finflikade. Pipstäkra blommar i juli-augusti med vita eller rödlätta blommor som sitter samlade i små täta flockar, de yttre blommorna i småflockarna är större än de inre. Allmänt svepe saknas, men flockarna har enskilda svepen av smala hinnkantade blad. Frukterna är omvänt koniska, tre till fem millimeter långa, och har kvarsittande foder och långt stift.
Pipstäkra ser mycket speciell ut med sina rörlikt uppsvällda, nästan bladlösa stjälkar. Den kan inte förväxlas med andra arter, men kan vara svår att få syn på.

## Utbredning
Pipstäkra är sällsynt och förekommer idag endast i Skåne och på Gotland, men förr fanns den även i Halland, Blekinge och Småland. Den växer på dybottnar i näringsrikt, grunt vatten i sjöar, kalkmyrar, fuktängar och diken. Första fynduppgift är från Skåne och publicerades år 1737 (Nordstedt 1920).

## Etymologi
Artnamnet fistulosa kommer av latinets fistula (rör) och betyder 'rörformig', vilket syftar på den ihåliga stjälken.